# Gaetano Mansi
Se interesa por la fotografía desde muy joven. Empieza a trabajar en Salerno como ayudante en el estudio Segno de Pino Grimaldi. En los años 70 se dedica principalmente al reportaje, es coautor del libro Missus est angelus, libro fotográfico sobre Juan Pablo II. Publica en Il Tempo Illustrato fotografías sobre el teatro de vanguardia con textos de Rino Mele. En 1978 participa en la exposición "Autodocumentación". Se licencia en Filosofía y Letras, especialización en Historia del Arte, con una tesis sobre la historia de la fotografía de moda. Asiste y colabora en los cursos de la manifestación Venecia 79 la fotografía, patrocinada por la Unesco. En 1980 trabaja en la documentación sobre el terremoto en Irpinia del 23 de noviembre de 1980, publicando reportajes desde el helicóptero y en los lugares de la catástrofe en el semanario Epoca de Mondadori y en muchas revistas internacionales. Participa en el estudio de las obras de arte de Campania promovido por el Departamento de Restauración de la Universidad de Nápoles. El material se recoge en el libro Más allá del terremoto. Desde 1981 comienza a colaborar, gracias a la intervención amistosa de su mentor Aldo Ballo, con la revista Casa Vogue. Su trabajo en Casa Vogue duraría más de una década. También trabajó para House & Garden de la Condé Nast británica. Publica con Alessandro Pinto los libros Cilento y La Costa de los Mitos. Comienza a interesarse por la fotografía de moda y colabora con Vogue Italia. En los años 90 empieza la colaboración con las revistas de las ediciones Condé Nast el trabajo para Il Venerdì di Repubblica con retratos y reportajes. Para Il Venerdì realiza, entre otros, un servicio en las Bahamas con Eva Herzigova. Durante un reportaje en Jerusalén, también para Il Venerdì, es herido por un atacante y es uno de los pocos occidentales que sobrevive a la intifada de los cuchillos. Realiza las fotos para el lanzamiento del programa de televisión Samarcanda de Michele Santoro. Trabaja en campañas publicitarias de moda en lugares que van desde África hasta Norteamérica. Saca fotos con Linda Evangelista, Mónica Potter, Melba Ruffo, Michelle Hunziker y otras modelos y actrices. Junto con otros autores, publica el libro La fotografía de moda entre arte y representación. Después del año 2000, trabaja casi exclusivamente en la fotografía de moda. Sigue sacando fotos en Italia y en el extranjero para campañas publicitarias y revistas de moda. Colabora en el libro Curso de fotografía, publica los volúmenes 40 Volte Bianca, Passing Through, CentoAsa, Grana & Pixels. En 2017 se celebra en Roma "Grana & Pixels", una exposición retrospectiva sobre su trabajo en la moda. La exposición ocupa 300 carteles repartidos por toda la ciudad y está vinculada a una app de geolocalización de las instalaciones. Desde 2018 es colaborador habitual de moda de la revista Diva&Donna bajo la dirección de moda de Daniela Rosa Cattaneo. El cruce de diferentes géneros fotográficos a lo largo de los años, ha determinado el estilo de Mansi, que prefiere disparar en el lugar, y a menudo utiliza una iluminación mixta, ambiental y artificial. Sus fotos de moda están casi siempre en movimiento y nunca en posa, mientras que sus fotos de reportaje prestan gran atención a la iluminación y la composición.

## Obras
- Missus est Angelus (en italiano). Napoli: Il Laboratorio Edizioni. 1978.
- Cilento (en italiano). Vallo della Lucania: Comunità Montana Gelbison e Cervati. 1981.
- Oltre il Terremoto (en italiano). Napoli: Assessorato Pubblica Istruzione e Beni Culturali. 1982.
- La Costa dei Miti (en italiano). Vallo della Lucania: Comunità Montana Lambro Mingardo. 1983.
- Styles of living, the best of Casa Vogue (en inglés). New York: Rizzoli. 1985.
- La fotografia di moda tra immagine e rappresentazione (en italiano). Salerno: EleaPress. 1992.
- Corso Di Fotografia (en italiano). Roma: National Geographic/Editoriale La Repubblica. 2000.
- 40 Volte Bianca (en italiano). Colonnella: Marte Editrice. 2008.
- Passing Through (en italiano). Colonnella: Marte Editrice. 2013.
- CentoAsa (en italiano). Colonnella: Marte Editrice. 2017.
- Grana & Pixels (en italiano). Colonnella: Marte Editrice. 2017.
- Faces and Souls (en italiano). Colonnella: Caratteri. 2021.
- 40 Volte Bianca (en italiano). Colonnella: Caratteri-Made in Italy. 2022.
- 54x70 (en italiano). Colonnella: Caratteri. 2022.
- Volti e Anime (en italiano). Colonnella: Marte editrice. 2022.
- Zoe Factory, la fabbrica della bellezza (en italiano). Colonnella: Caratteri. 2024.
- Melluso, settanta anni di immagini iconiche (en italiano). Colonnella: Marte editrice. 2024.

## Publicaciones
- Casa Vogue
  - 1982 : noviembre
  - 1983 : octubre, noviembre
  - 1984 : julio-agosto, noviembre
  - 1986 : agosto, noviembre
  - 1987 : mayo
  - 1988 : enero
  - 1990 : noviembre
  - 1991 : mayo

- Vogue Italia
  - 1986 : diciembre
  - 1987 : diciembre
  - 1988 : septiembre, diciembre
  - 1989 : enero, marcha, septiembre, diciembre
  - 1990 : marcha
  - 1991 : mayo

- Vogue Gioiello
  - 1984 : noviembre

- Vogue America
  - 1985 : abril

- House&Garden 
  - 1985 : mayo
  - 1986 : enero

- Casa Vogue Antiques 
  - 1989 : mayo
  - 1991 : enero

- Vogue Uomo Mare 
  - 1991 : enero

- L’Uomo Vogue 
  - 1993 : julio

- Il Venerdì 
  - 1992 : N.232,
  - 1996 : N.422, 426, 457
  - 1998 : N.622

- Mondo Sposa 
  - 1994 : septiembre
  - 1995 : septiembre

- First Class Japan 
  - 1994 : marcha

- Linea Intima 
  - 1995 : abril

- Linea Sposi 
  - 1996 : enero

- Sposarsi 
  - 1996 : enero

- Where Miami 
  - 2000 : marcha

- Zoom 
  - 2002 : enero

- Stilish Magazine Russia 
  - 2005 : abril

- FHM Spagna 
  - 2006 : abril

- Vintage Kazakistan 
  - 2014 : N.71
  - 2014 : N.77

- Fotografare 
  - 2016 : septiembre

## Exposiciones
- Autodocumentazione, Sant’Apollonia, Salerno, 1978[16]
- Silent print, Well Gallery, London College of Communication, Londra, 2015
- Grana & Pixels, mostra diffusa, Roma, 2017[17]
- 54x70, Museo Antonio Ghirelli, Roma, 2022
- Volti e Anime, Treviso, 2022[18]